# Парк Победы (станция метро, Москва)
«Парк Побе́ды» — кросс-платформенная станция Московского метрополитена на Арбатско-Покровской и Солнцевской линиях. Расположена в районе Дорогомилово (ЗАО); названа по одноимённому парку. Открыта 6 мая 2003 года в составе участка «Киевская» — «Парк Победы» на Арбатско-Покровской линии, 31 января 2014 года в составе участка «Деловой центр» — «Парк Победы» на Солнцевской линии (челночное движение) и 16 марта 2017 года в составе участка «Парк Победы» — «Раменки» на Солнцевской линии. Пилонная трёхсводчатая станция глубокого заложения с одной островной платформой в каждом из залов. Самая глубокая станция в Московском метрополитене.

## История
Изначально один из путей в каждом из залов станции предназначался для Арбатско-Покровской линии, другой — для хорды Митино — Бутово, на которую планировалась кросс-платформенная пересадка. В связи с этим в конструкциях станция была построена на приём удлинённых 10-вагонных составов (в отличие от общего стандарта Московского метрополитена на 8 вагонов), однако из-за изменения первоначального проекта в пользу строительства Солнцевской линии, отделка залов была выполнена лишь на стандартные 162 метра. Ныне же ранее построенные заделы под расширение боковых посадочных залов используются как технические помещения. Поскольку оба зала, в отличие от станций «Третьяковская» и «Петровско-Разумовская», строились одновременно и поскольку степень их готовности на момент приостановки строительства в 1990-х годах являлась очень высокой, то весь намеченный объём работ было решено завершить в полном объёме.
Оба зала станции начали функционировать 6 мая 2003 года в ходе продления Арбатско-Покровской линии на один перегон от станции «Киевская». «Парк Победы» стал 165-й станцией Московского метрополитена.
31 января 2014 года один из неиспользуемых путей, нумеруемый на Солнцевской линии как второй, был задействован для второго участка — нового радиуса Солнцевской линии с открытием движения до станции «Деловой центр». Одновременно с этим «Парк Победы» стал считаться как две станции.
Ввиду низкого пассажиропотока перегон обслуживался трёхвагонным поездом-челноком, хотя обе станции способны принимать пятивагонные составы типа «Русич». В феврале 2016 года челночное движение Солнцевской линии было перенесено на первый путь. Станция заработала в полноценном режиме 16 марта 2017 года после продления Солнцевской линии на юго-запад, до станции «Раменки».
26 февраля 2018 года был открыт первый участок Большой кольцевой линии с организацией вилочного движения, вследствие чего поезда Солнцевской линии через двухпутную служебную соединительную ветвь между станциями «Парк Победы» и «Шелепиха» следовали до станции «Петровский парк», а после продления линии — до станции «Савёловская» и обратно.
В июле 2018 года, во время чемпионата мира по футболу, иностранные болельщики озвучили список самых красивых станций метрополитена. Станцию «Парк Победы» посчитали самой красивой станцией Арбатско-Покровской линии.[значимость факта?]
С 12 декабря 2020 года совместное функционирование Солнцевской линии и БКЛ было прекращено, что сказалось на «Парке Победы»: движение в сторону «Шелепихи» было отменено, а в сторону «Делового центра», ввиду повторного открытия станции после строительства оборотного тупика, возобновилось.

## Вестибюль
Первоначально станция имела только один выход в вестибюль — из западного торца южного зала, однако 16 марта 2017 года был открыт второй эскалаторный наклон, связавший с тем же вестибюлем северный зал. С обеих платформ станции по самым длинным в Москве эскалаторам (длина — 126,8 метра, высота подъёма — 63,4 метра, продолжительность поездки по ним составляет 180 секунд) можно подняться в совмещённый аванзал, а из них по коротким эскалаторам (высота подъёма — 3,6 метра) — в подземный вестибюль, который соединён с построенным в 1989 году подземным переходом под Кутузовским проспектом (выходы № 1—5) и с открытым одновременно со вторым наклоном отдельным выходом № 6 на чётной стороне улицы Барклая. Старые выходы ведут к нечётной стороне улицы Барклая, к Триумфальной арке и к парку Победы на Поклонной горе. С момента открытия станции ежегодно 9 мая вестибюль южного зала работает только на выход. С 2017 года проблему перераспределения пассажиропотоков планировалось решить за счёт вестибюля северного зала, однако после окончания праздничных мероприятий на Поклонной горе ограничения на вход по-прежнему остаются в силе; единственным исключением в данном режиме работы стало только 9 мая 2020 года, когда праздничные мероприятия не проводились в силу режима самоизоляции, введённого в Москве.
| - Один из старых входов на станцию - Новый выход на чётную сторону улицы Барклая 7 января 2023 года - Подземный переход под Кутузовским проспектом 7 января 2023 года - Северный вестибюль 7 января 2023 года - Южный вестибюль 24 апреля 2008 года |

## Архитектура и оформление
Пилонная трёхсводчатая станция глубокого заложения. Сооружена по индивидуальному проекту из монолитного бетона по новой технологии с опережающим возведением пилонов и фундаментов путевых стен. Отделка из монолитного бетона, нагнетаемого за предварительно сваренные листы металлической опалубки. Станция состоит из двух независимых залов, соединённых двумя переходами. До конца 2013 года в каждом из залов один путь не использовался, а на самих путях в декоративных целях были уложены рельсы, которые до марта 2013 года не имели никакой связи с остальными путями станции — дальше существовали только очень короткие отрезки, заканчивающиеся тупиками.
Тема оформления — Великая Отечественная война и Отечественная война 1812 года. Великой Отечественной войне было посвящено панно в западном торце северного зала (демонтировано в 2015 году в связи со строительством второго выхода и передано в Центр профессионального художественного творчества Российской академии художеств), а Отечественной войне 1812 года посвящено аналогичное панно в восточном торце южного зала (автор обоих — З. К. Церетели). Оба панно выполнены в технике сложной перегородчатой эмали. Историческая достоверность изображённых костюмов, орденов и флагов критикуется специалистами. Восточный торец северного зала облицован серым и чёрным мрамором.
Расцветка двух залов «зеркальна» — в одном из них белые пилоны и коричневые путевые стены, в другом — наоборот. Расцветка пола в двух залах тоже различна: в северном зале использован полированный гранит красного и серого цветов, в южном — чёрного и серого. Оба зала освещаются скрытыми за карнизом светильниками.
На стене одного из переходов изображены ордена — Красной Звезды и Отечественной войны — и медали — «За победу над Германией в Великой Отечественной войне 1941—1945 гг.», «За победу над Японией», «Золотая Звезда», «За оборону Москвы», «За оборону Ленинграда», «За отвагу», «За боевые заслуги».
| - Северный зал - Наклонный эскалаторный ход - Центральный зал - Посадочная платформа - Название станции на путевой стене - Выход в город на месте мозаики 7 января 2023 года - Торец 7 января 2023 года |

| - Южный зал - Наклонный эскалаторный ход 10 мая 2007 года - Центральный зал - Посадочная платформа - Название станции на путевой стене 7 января 2023 года - Мозаика в торце зала 7 января 2023 года - Переход между залами 7 января 2023 года |

## Глубина заложения
В источниках ГУП «Московский метрополитен» и связанных с мэром Москвы Сергеем Собяниным, а также газете «Вечерняя Москва» фигурирует разная глубина заложения станции: 74 метра, 80 метров, 84 метра, 90 метров. Однако сумма высот платформы, эскалаторов и лестничных маршей вестибюля не подтверждает эти цифры. Согласно данным, опубликованным эскалаторной службой метрополитена, высота основного эскалаторного наклона станции составляет 63,4 метра, а высота малого наклона в вестибюле — 3,6 метра. Турникетный вестибюль соединён с поверхностью лестницей и лифтом с высотой подъёма 4,94 метра. Высота пассажирской платформы от уровня головок рельсов составляет 1,1 метра. Таким образом, глубина заложения станции составляет ≈ 73 метра, что подтверждается официальным сайтом комплекса градостроительной политики и строительства города Москвы.
Так или иначе, станция является самой глубокой в Москве и одной из самых глубоких среди метрополитенов бывшего СССР, самой глубокой на территории которого является станция «Арсенальная» Киевского метрополитена — 105,5 м, а в России — «Адмиралтейская» Петербургского метрополитена — 86 м.

## Путевое развитие
За станцией в сторону «Славянского бульвара» были построены пошёрстный и противошёрстный съезды для оборота поездов на время, пока станция являлась конечной до 7 января 2008 года, когда было открыто движение до «Строгино». Впоследствии противошёрстный съезд был разобран. Оборотные тупики за станцией отсутствуют. Также в западной горловине станции имеются пошёрстные съезды на пути Солнцевской линии в сторону «Минской».
Пикет станции по Арбатско-Покровской линии — ПК70+28, по Солнцевской линии — ПК086+28.

## Строительство
Главный инженер проекта — В. А. Шмерлинг.
Архитекторами аванзала стали А. В. Некрасов, А. Ю. Орлов и В. О. Сычева.
Изначально станцию проектировал М. П. Бубнов, но в итоге был реализован проект архитекторов Метрогипротранса Н. И. Шумакова и Н. В. Шурыгиной.
Станция была одним из долгостроев московского метро: работы по строительству были начаты в 1990 году, спустя несколько лет заморожены из-за отсутствия финансирования. На протяжении всех 1990-х годов станция обозначалась на схемах как строящаяся, хотя реально работы не велись до начала 2000-х. Станция и большая часть перегонных тоннелей построена силами ОАО «Трансинжстрой» и была открыта 6 мая 2003 года.
В 2006 году ОАО «Метрогипротранс» был представлен проект по продлению одного из этих путей в один из неиспользуемых залов станции «Деловой центр» для создания дополнительной связи ММДЦ «Москва-Сити» с метрополитеном. Работы начаты в 2011 году и завершены в 2014 году. Участок стал частью Солнцевской линии. В соответствии с постановлением Правительства Москвы от 4 мая 2012 года № 194-ПП, открытие участка было запланировано на 2013 год, но сроки были сорваны негабаритностью платформы одной из двух станций участка, и в итоге участок был открыт 31 января 2014 года.
21 марта 2013 года тупик в южном зале станции был соединён со строящимся тоннелем Солнцевской линии, укладка путей завершилась в декабре 2013 года.
31 октября 2013 года щит «София» марки Robbins, изготовленный в США в 2012 году, закончил проходку левого перегонного тоннеля на участке Солнцевской линии между станциями «Деловой центр» и «Парк Победы». За 10 месяцев щит преодолел расстояние в 1888 метров. Трасса линии прошла под Третьим транспортным кольцом, Малым кольцом МЖД, Москвой-рекой, Кутузовским проспектом, а также под действующей Арбатско-Покровской линией метро. Проходка велась на глубине 86-88 метров, в том числе в твёрдых скальных породах. При проходке на данном участке впервые в Москве был использован уникальный способ выдачи грунта на поверхность — с помощью вертикального конвейера.
В 2013—2014 годах было начато строительство второго эскалаторного наклона из западного торца северного зала. 16 марта 2017 года была открыта вторая половина подземного вестибюля с наклонным ходом, соединяющим вестибюль со вторым залом станции, и выходом к улице Генерала Ермолова.

## Авария
15 июля 2014 года у строившегося съезда с первого пути Арбатско-Покровской линии на Солнцевскую линию произошла крупнейшая техногенная авария в Московском метрополитене — поезд сошёл с рельсов, столкнувшись со стеной, разделявшей тоннель, что привело к гибели 24 человек.

## Ремонт
В 2021 году был полностью закрыт северный вестибюль для наладочных работ на станционном оборудовании. Вестибюль был вновь открыт 13 января 2022 года.

## Наземный общественный транспорт

### Городской
На этой станции можно пересесть на следующие маршруты городского пассажирского транспорта:
- Автобусы: м2, м7, м23, 116, 135, 157, 239, 240, 297, 474, н2

### Областной
- 339: Ст. м. Парк Победы —  Славянский бульвар — Одинцово
- 442: Ст. м. Парк Победы — Краснознаменск
- 454:  Киевский вокзал —  Кутузовская — Ст. м. Парк Победы —  Славянский бульвар — Одинцово (ЖК «Одинцовский парк»)
- 477:  Киевский вокзал —  Кутузовская — Ст. м. Парк Победы —  Славянский бульвар — Власиха

## Станция в цифрах
Ежедневный пассажиропоток по вестибюлям составляет 210 тысяч человек, в утренние и вечерние часы пик — до 25 тысяч человек в час.
- Таблица времени прохождения первого поезда через станцию[26][27]:

| По чётным числам                       | Будние дни | Выходные дни |
| По нечётным числам                     | Будние дни | Выходные дни |
| В сторону станции «Киевская»           | 05:50:00   | 05:50:00     |
| В сторону станции «Киевская»           | 05:50:00   | 05:50:00     |
| В сторону станции «Славянский бульвар» | 05:47:00   | 05:46:00     |
| В сторону станции «Славянский бульвар» | 05:44:00   | 05:44:00     |
| В сторону станции «Шелепиха»           | 05:47      | 05:57        |
| В сторону станции «Шелепиха»           | 05:47      | 05:57        |
| В сторону станции «Минская»            | 05:50      | 05:59        |
| В сторону станции «Минская»            | 05:50      | 05:59        |